# Altenberger Blätter
Die Altenberger Blätter sind eine unregelmäßig erscheinende Schriftenreihe von Beiträgen aus der Vergangenheit und Gegenwart Altenbergs. Sie werden herausgegeben von der Katholischen Pfarrgemeinde St. Mariä Himmelfahrt Altenberg, in Zusammenarbeit mit der Evangelischen Kirchengemeinde Altenberg, dem Altenberger Dom-Verein e. V. und Haus Altenberg e. V. Bis 2021 sind über 80 Hefte erschienen. Die Redaktion liegt bei Norbert Orthen.

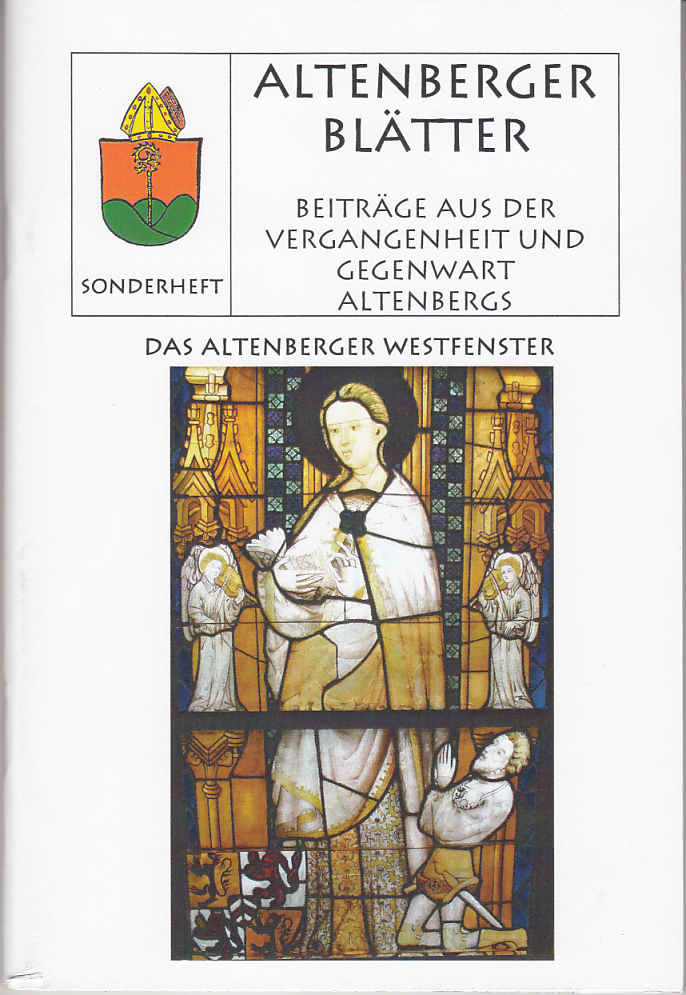
Sonderheft
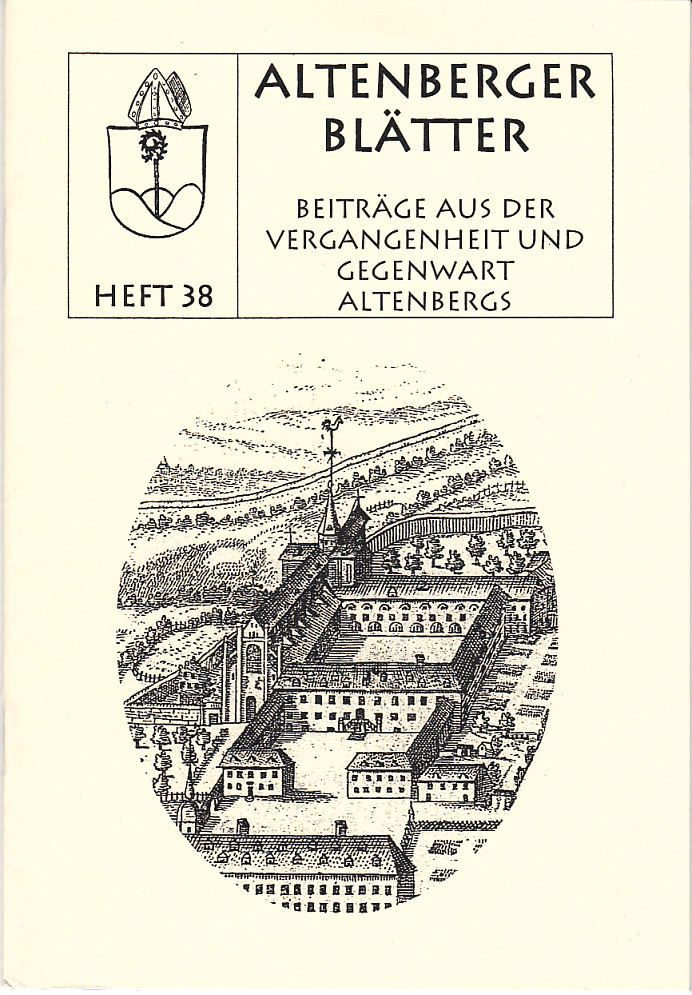
Heft 38
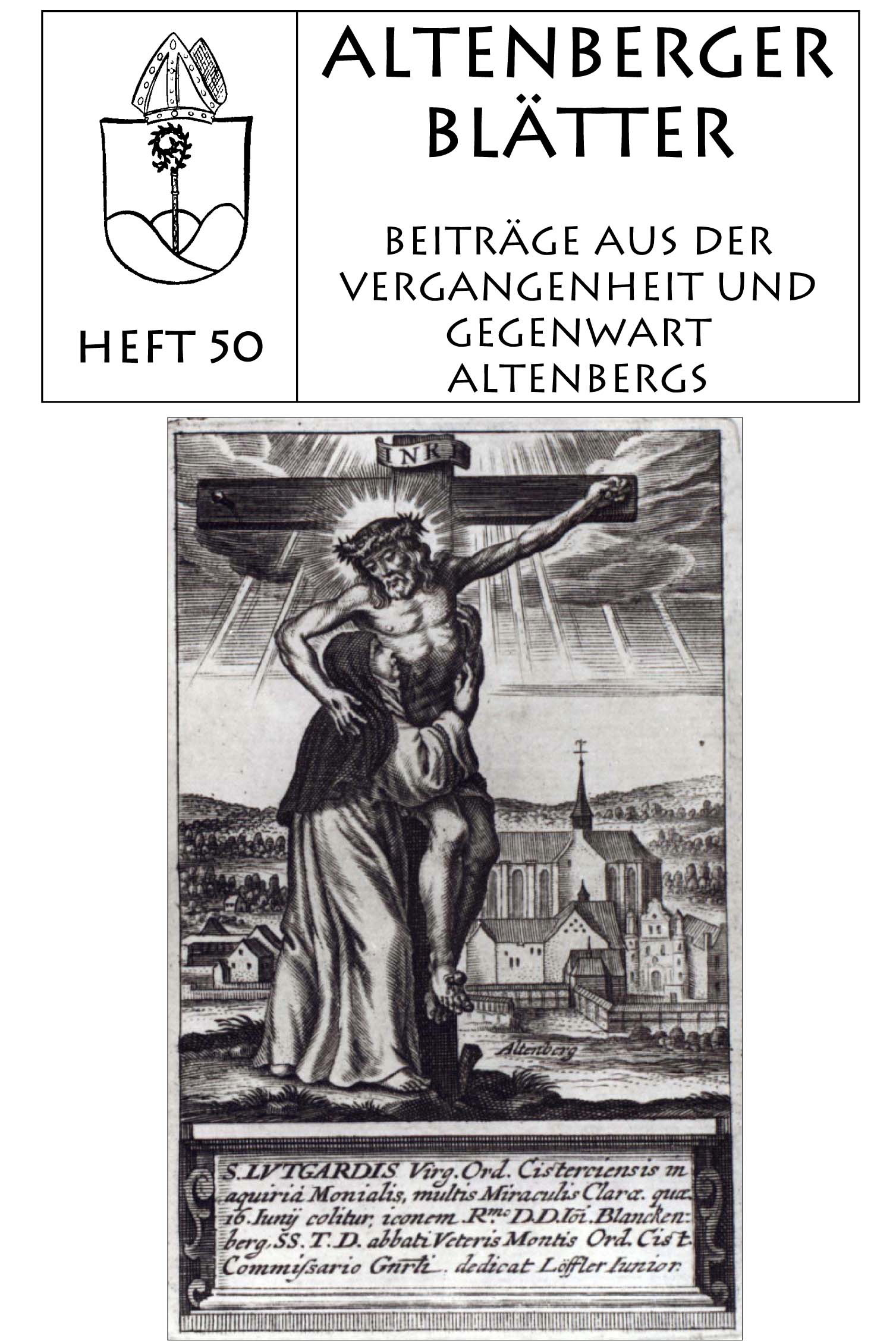
Heft 50
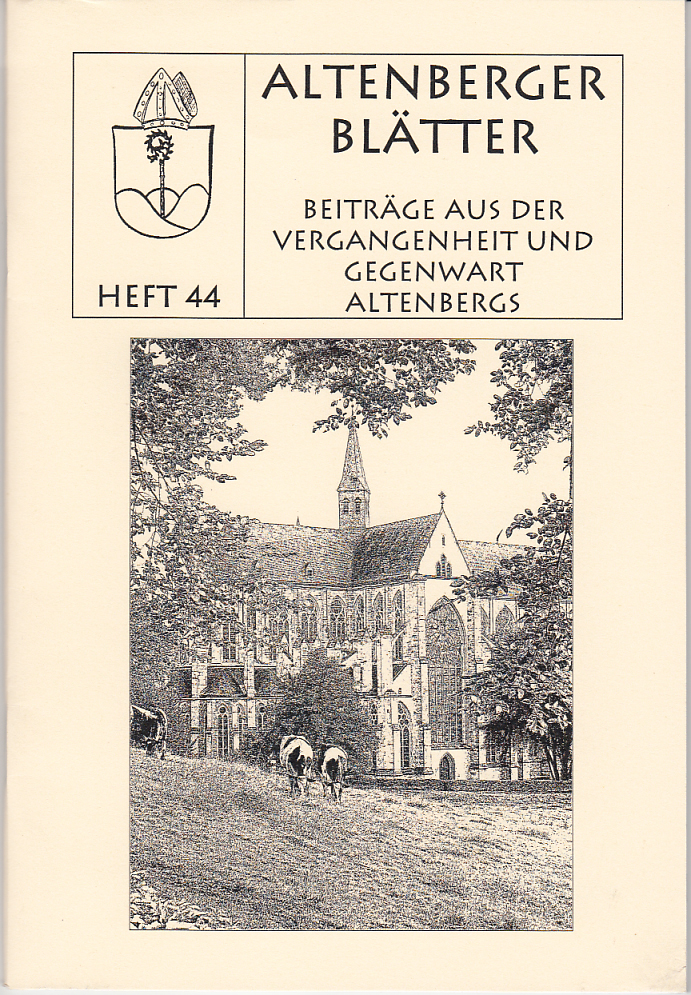
Heft 44
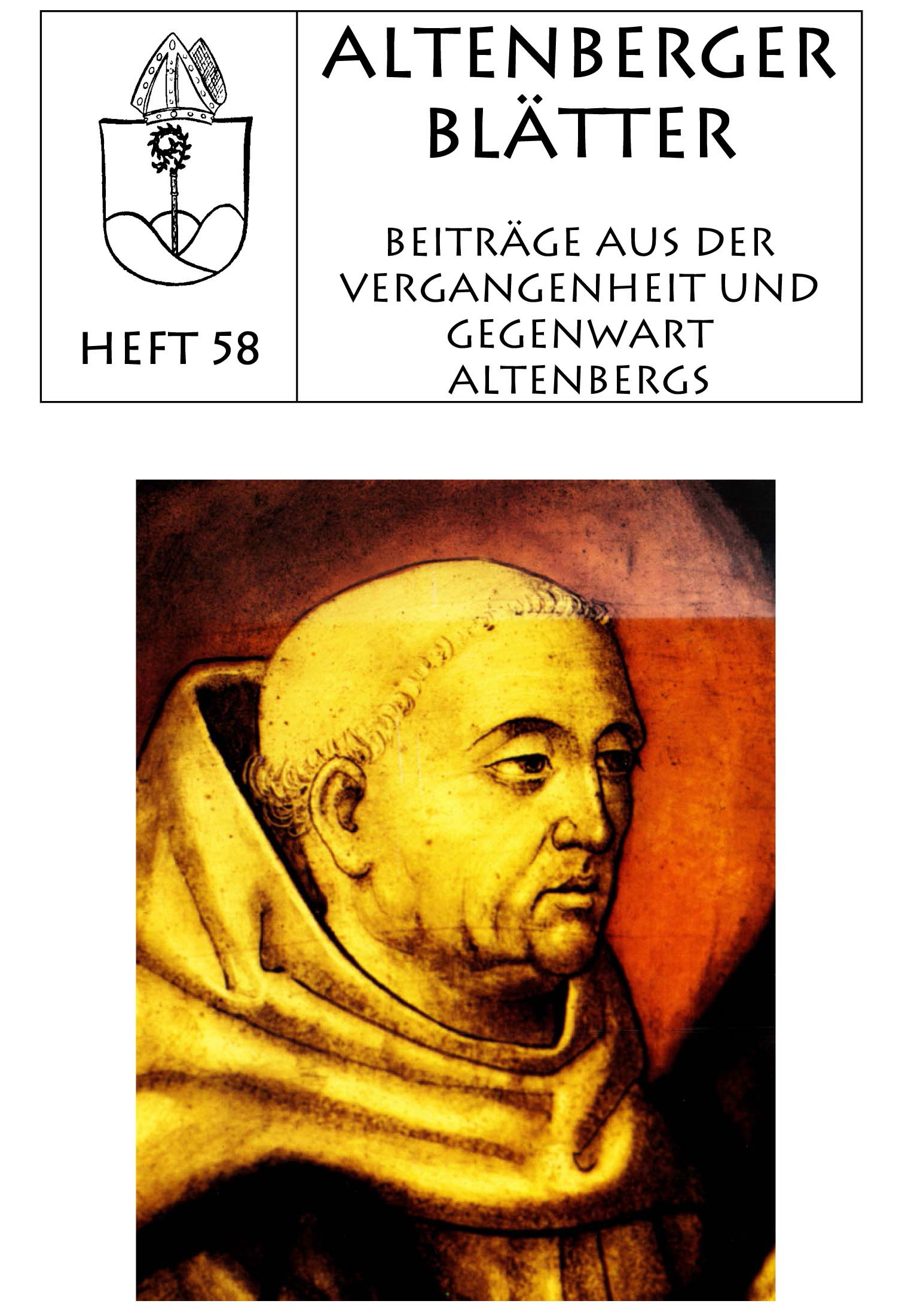
Heft 58

## Auswahl der Hefte
| Heft                | Autor                                                                  | Artikel |
| ------------------- | ---------------------------------------------------------------------- | --- |
| 1 - November 1998   | Heim, Maximilian                                                       | Benedikt von Nursia. |
|                     | Kalka, Reinhold                                                        | Die weißen Mönche. |
|                     | Pfister, Peter                                                         | Morimond und seine Erben. |
|                     | Roth, Hermann Josef                                                    | Pflanzen in der Bauplastik des Kölner und des Altenberger Doms. |
|                     | Orthen, Norbert                                                        | Engelbertschrein wieder in Altenberg. |
|                     | Waldbrühl, Wilhelm von                                                 | Konstantin Habrich, Klostergeistlicher |
| 2 - Februar 1999    | Pfister, Peter                                                         | Wert und Bedeutung von kulturellen Vereinigungen für unsere Gesellschaft.                                                                                            |
|                     | Frehse, Helmut                                                         | Der Aktionskreis Altenberg und sein Projekt Küchenhof. |
|                     | Berres, Frieder                                                        | Baukunst und Askese. Zur Architektur der Zisterzienser. |
|                     | Ellerich, Roland                                                       | Restaurierung der Marienkrönung sowie Rekonstruktion und Bau des neuen Schreingehäuses (Dokumentation).                                                              |
|                     | Fischer, Bernd                                                         | Des Bergischen Landes größter Sohn (Fiktives Interview mit dem Kölner Heiligen Engelbert von Berg (1185–1225)).                                                      |
|                     | Helbeck, Gerd                                                          | Engelberts gewaltsamer Tod bei Schwelm. |
|                     | Orthen, Norbert                                                        | Zum Stand der Restaurierungsmaßnahmen am Altenberger Dom. |
| 3/4 - Mai/Juli 1999 | Walter, Ewald                                                          | Kölner Zisterzienser wirken im Osten. |
|                     | Wyrwa, Andrzej M.                                                      | Gestaltung und Charakter der Filiationslinie des Altenberger Klosters in Europa.                                                                                     |
|                     | Jarosz, Dariusz                                                        | Zisterzienserklöster der Altenberger Filiation: Lekno, Lond, Obra.                                                                                                   |
|                     | Vogts, Hans                                                            | Die Bauten der Kölner Klöster in Polen. |
|                     | Georgi, Renate                                                         | Zwischen Ort und Bild – Ein "Salz-Fenster" für Lekno. |
|                     | Orthen, Norbert                                                        | Ein neues Kreuz in Altenberg. |
| 5 - September 1999  | Lymant, Brigitte                                                       | Das Westfenster des Altenberger Domes. |
|                     | Stürmer, Andreas                                                       | Zur Statik des Westfensters. |
|                     | Orthen, Norbert                                                        | Bischof Wikbold von Kulm. |
|                     | Scholz, Hartmut                                                        | Die ornamentale Grisailleverglasung der ehemaligen Zisterzienserkirche Altenberg.                                                                                    |
|                     | Roll, Johanna                                                          | Die Blattornamente in den Chorfenstern des Altenberger Domes. |
| 6 - Dezember 1999   | Altermatt, Alberich M.                                                 | Die Zisterzienser – ein spirituelles Phänomen. |
|                     | Pfeifer, Michaela                                                      | Das Ursprungscharisma der Zisterzienser und die wesentlichen Elemente des heutigen Zisterzienserlebens.                                                              |
|                     | Betting, Ancilla                                                       | Liturgie. |
|                     | Tomann, Meinrad                                                        | Zukunft. |
|                     | Fliege, Helga, Mallach, Martin                                         | Freunde der Abtei Morimond in Deutschland. |
|                     | Orthen, Norbert                                                        | Die Weihnachtskrippe im Altenberger Dom. |
|                     | Plötz, Robert                                                          | Auf Sanct Jacobs Straßen. |
| 7 - März 2000       | Stiren, Josef                                                          | Und führe zusammen, was getrennt ist. |
|                     | Denter, Thomas                                                         | Der Reformator Bernhard v. Clairvaux und der Reformator Martin Luther. Verbindungs- und Trennungslinien.                                                             |
|                     | Zilch, Beda                                                            | Person und Werk Martin Luthers aus der Sicht eines Zisterziensers.                                                                                                   |
|                     | Wolf, Heidemarie                                                       | Ein langer Weg. Aus der Geschichte der Evangelischen Kirchengemeinde Altenberg.                                                                                      |
|                     | Verbeek, Anselm                                                        | Zwei Gemeinden unter einem Dach – Ökumene im Simultaneum Altenberger Dom.                                                                                            |
|                     | Eberle-Tiepelt, Sigrid, Orthen, Norbert                                | Zur Geschichte der Ökumene am Altenberger Dom. Vernunftehe oder Liebesheirat?                                                                                        |
|                     | Göttert, Karl-Heinz, Isenberg, Eckhard                                 | Von doppelten Lottchen. Die Orgel im Altenberger Dom. |
|                     | Wyrwa, Andrzej M.                                                      | "Exordium Parvum". Über die Entstehung des Zisterzienserordens. |
| 8 -Juni 2000        | Roth, Hermann Josef                                                    | Die Bedeutung der Pflanzen im Leben der Klöster. |
|                     | Simon, Gabriele                                                        | Die Entwicklung von Arzneipflanzengärten aus den Klostergärten des Mittelalters.                                                                                     |
|                     | Roth, Hermann Josef                                                    | Die Gärten der Zisterzienser. |
|                     | Thoms, Hilde                                                           | Die Bedeutung der Pflanze in der mittelalterlichen Heilkunst und im Klosterleben.                                                                                    |
|                     | Thoms, Hilde                                                           | Der Klostergarten Michaelstein. |
|                     | Kraepelin, Gunda                                                       | Der Kräutergarten des Küchenhofs Altenberg. |
|                     | Seitz, Paul                                                            | Heil- und Gewürzpflanzen aus dem eigenen Garten. |
| 9 -September 2000   | Schmidt, Konrad                                                        | Hören-glauben-lieben-bleiben, Anliegen und Wirken der Zisterzienser.                                                                                                 |
|                     | Ehlers, Joachim                                                        | Mariental. Zisterziensisches Ordensleben und Landesherrschaft im 12. Jahrhundert.                                                                                    |
|                     | Gooß, Gisela                                                           | Ehemalige Zisterzienserklöster in Brandenburg. |
|                     | Jannek, Norbert                                                        | Das Zisterzienserkloster Zinna bei Jüterbog. |
|                     | Wienand, Adam                                                          | Der Marienpsalter von Zinna. |
|                     | Geißendörfer, Paul                                                     | Evangelische Kirchengemeinden, Klöster, Konvente und Kommunitäten an Zisterzienserkirchen in Deutschland.                                                            |
|                     | Orthen, Norbert                                                        | Gezelinus kehrte nach Altenberg zurück. |
| 10 - Dezember 2000  | Mäurer, Josef                                                          | Erinnerungen an Altenberg. |
|                     | Witzani, Ludwig                                                        | Wo endet das Bergische Land – Und woher kommt der Berger. Kurzer Führer durch den Altenberger Dom.                                                                   |
|                     | Wyrwa, Andrzej M.                                                      | Das erste Zisterzienserkloster auf polnischem Gebiet. |
|                     | Wyrwa, Andrzej M.                                                      | Die Frage der nationalen Exklusivität der Zisterzienserabteien in Lekno-Wagrowiec, Lad und Obra.                                                                     |
|                     | Bubenheim, Carl                                                        | Kurze Geschichte und Merkwürdigkeiten der Abtei Altenberg. |
|                     | Pauls, Emil                                                            | Ein Massengrab im Dom zu Altenberg. |
|                     | Orthen, Norbert                                                        | Anbetung der Hl. Drei Könige. |
|                     | Orthen, Norbert                                                        | Der Herzogenchor im Altenberger Dom und die Erfüllung eines alten Vermächtnisses.                                                                                    |
| 11 - März 2001      | Finger, Heinz                                                          | Die Altenberger Klosterbibliothek (1133–1803) Versuch eines knappen historischen Überblicks.                                                                         |
|                     | Hammer, Gabriel                                                        | Altenberger Buchmalerei. |
|                     | Ostermay, Gottfried                                                    | Die Rolle der Zisterzienser beim Ausbau des Landes - dargestellt am Wirken der Zisterzienser im Land Brandenburg.                                                    |
|                     | Vogt-Lüerssen, Maike                                                   | Leben im Kloster – Ein Aspekt aus der Alltagsgeschichte des Mittelalters. Das wahre Gesicht Sankt Bernhards den Bürgern von Troyes enthüllt.                         |
| 12 - Juni 2001      | Gabriel, H. Joachim                                                    | Altenberg und sein 100 Jahre alter Domchor. |
|                     | Hoffrogge, E. und H.                                                   | 30 Jahre und mehr im Altenberger Domchor. |
|                     | Haas, Wolfgang G.                                                      | "Ein rheinischer Organist gibt Gas". Die Altenberger Chorleiter. |
|                     | Kaltenbach W. Wißkirchen, P.                                           | Katholische Kirchenmusik zu Altenberg. |
|                     | Paffrath, Herbert                                                      | Carl Joseph Kloth – Ein Leben lang mit Altenberg in Dhüntale verbunden.                                                                                              |
|                     | Hammer, P. Gabriel                                                     | Die Altenberger Domorgeln. |
|                     | Zeletzki, Sr. M. Hildegard                                             | Einheit im Gotteslob. Die Liturgie der Zisterzienser. |
|                     | Rüffer, Jens                                                           | Liturgie und Musik im Rahmen des zisterziensischen Reformprogramms.                                                                                                  |
|                     | Schuhenn, Reiner                                                       | "Cantando praedicare" Überlegungen zu Chormusik von morgen. |
|                     | Wißkirchen, Paul                                                       | Vom "Himmlischen Jerusalem". |
| 13 -September 2001  | Otto, Sr. Gertrud                                                      | Die Ursula-Legende und die Ausbreitung der Ursula-Verehrung. |
|                     | Schwillus, Harald                                                      | Bernhard von Clairvaux: Verkündigung und Tat – Kreuzzugspredigt und Auftreten gegen die Judenverfolgung.                                                             |
|                     | Kaltenbach, Wilhelm                                                    | Der selige Gezelinus von Schlebuschrath und sein Kult. |
|                     | Buchholz, Stefanie                                                     | Überlegungen zum Verhältnis von Glaube und Gesellschaft im frühen 13. Jahrhundert (ausgeführt an der Praxis der mittelalterlichen Totenmemoria).                     |
|                     | Robeck, P. Bruno                                                       | Predigt anlässlich der Feier des Patroziniums "St. Mariä Himmelfahrt" des Altenberger Doms.                                                                          |
|                     | Hillen, Christian                                                      | Engelbert, Erzbischof von Köln, als Reichsverweser für Heinrich (VII.).                                                                                              |
| 14 - Dezember 2001  | Dengel, Günter                                                         | Altenberg als ehemaliges Kloster des Zisterzienserordens und die Jugendbewegung.                                                                                     |
|                     | Becking, Gereon                                                        | Der Klosterbau der Zisterzienser und der bernhardinische Grundriss.                                                                                                  |
|                     | Becking, Gereon                                                        | Die Zisterzienserinnen und ihre Klöster. |
|                     | Yeo, Else                                                              | Vier Altenberger Türen. |
|                     | Reinhard, Johannes                                                     | Die Grundinstandsetzung des Altenberger Domes – Stand der Baumaßnahmen oder ... ein vorläufiger Rückblick im Zeitraffer.                                             |
|                     | Kürten, Peter                                                          | Grußwort der Kreisjägerschaft des Rheinisch-Bergischen Kreises e.V. anlässlich der Hubertusmesse im Dom zu Altenberg am 4. November 2001.                            |
|                     | Ellerich, Roland                                                       | Schmerzensmann / Auferstandener Christus - Auszüge aus dem Restaurierungsbericht - Willkommen in Altenberg: CD-ROM Altenberg.                                        |
|                     | Mallach, Martin                                                        | Grußwort am St. Ursula-Tag (Sonntag, 21. Oktober 2001) in Morimond anlässlich der Generalversammlung der "ASSOCIATION DES AMIS DE L'ABBAYE DE MORIMOND".             |
| 35 - Mai 2006       | Breidenbach, Nikolaus J.                                               | Die Abtei Altenberg - Ihre Güter und Beziehungen zu Wermelskirchen.                                                                                                  |
| 52 - Oktober 2011   | Mattelé, Ursula                                                        | Frauen im Altenberger Dom. |
|                     | Ohse, Traugott                                                         | Der Geist der Zisterzienser im Spiegel einer großen Freundschaft – Wilhelm von Saint-Thierry und Bernhard von Clairvaux.                                             |
|                     | Angenendt, Arnold                                                      | Toleranz und Gewalt im Christentum. |
|                     | Meermagen, Karlheinz                                                   | Zahlensymbolik im Altenberger Dom. |
|                     | Orthen, Norbert                                                        | Ein neues Reliquiar für Altenberg. |
|                     | Harleß, W.                                                             | Das Memorienregister der Abtei Altenberg. |
|                     | Janke, Petra                                                           | Selig sind die Toten, die im Herrn sterben – Die Grabmäler im Altenberger Dom. Einführung in die Ausstellung.                                                        |
| 53 - März 2012      | Hoffmann, Godehard                                                     | Altenberg – Vom Zisterzienserkloster zur Jugendbildungsstätte. |
| 54 - August 2012    | Janke, Petra                                                           | Das liebe Heiltum – Reliquienverehrung in Altenberg. |
| 55 - Februar 2013   | Elm, Kaspar                                                            | PROPUGNATOR ET DEFENSOR TOTIUS ORDINIS. Arnold von Monnickendam, Abt von Lehnin (1456–67) und Altenberg (1467–90).                                                   |
|                     | Kreuzberg, Karl Heinz                                                  | Zur Konservierung und Restaurierung der Kanzel im Altenberger Dom.                                                                                                   |
| 56 - Juni 2013      | Bernhard von Clairvaux                                                 | „Ich bin die Chimäre meiner Epoche.“ Katalog zur Ausstellung der Kath. Kirchengemeinde Altenberg in der Markuskapelle. 5. Juni bis 6. Oktober 2013.                  |
| 57 - August 2013    | Galley, Eberhard                                                       | Ein Blick in die Werkstatt der Altenberger Buchmalerei. |
|                     | Finger, Heinz                                                          | Gedanken zu einigen Handschriften aus dem Altenberger Skriptorium.                                                                                                   |
|                     | Zurstraßen, Annette                                                    | Zur Geschichte Altenbergs und seiner Bibliothek. |
|                     | Hemfort, Elisabeth                                                     | Augenfällige Gottespreisung. Die Herstellung liturgischer Prachtcodices in Zisterzienserkonventen am Ende des Mittelalters – Das Beispiel Altenberg.                 |
|                     | Hirschmann, Stefan                                                     | Zur Datierung des Altenberger Graduale D 32 aus der Universitäts- und Landesbibliothek Düsseldorf.                                                                   |
| 58 - November 2013  | Dinzelbacher, Peter                                                    | Toleranz bei Bernhard von Clairvaux? |
|                     | Orthen, Alexander                                                      | Abaelards kritisches Denken im Kontext der geistesgeschichtlichen Umbrüche des 12. Jahrhunderts.                                                                     |
| 59 - Juni 2014      |                                                                        | Die Reliquien der Märtyrer Johannes und Paulus |
|                     | Janke, Petra                                                           | Die Verehrung der Märtyrer Johannes und Paulus in Altenberg. – Zur Wiederentdeckung mittelalterlicher Reliquien aus dem ehemaligen Zisterzienserkloster.             |
|                     | Cappelletti, Lorenzo                                                   | Die Heiligen Johannes und Paulus |
|                     | Reichert, Ulrike                                                       | Dokumentation über die Restaurierung der beiden Reliquienschädel von St. Johannes und St. Paulus, die 1344 für das Altenberger Zisterzienserkloster erworben wurden. |
| 60 - November 2014  | Roth, Hermann Josef                                                    | Zisterzienser - christlicher Ritterorden in einer europäischen Umbruchzeit? Herausforderung durch Islam und Heidentum.                                               |
|                     | Strube, Nicolaus                                                       | Die Zisterzienser in Derneburg (1651–1803). Eine späte Filiation Altenbergs.                                                                                         |
|                     | Janßen-Schnabel, Elke                                                  | Das Tal der Dhünn am Altenberger Dom. Kloster Altenberg und sein landschaftliches Erbe.                                                                              |
| 61 - April 2015     | 100 Jahre Katholische Pfarrgemeinde Sankt Mariä Himmelfahrt, Altenberg | |
|                     | Börsch, Johannes                                                       | Zum Geleit |
|                     | Orthen, Norbert                                                        | 100 Jahre Katholische Pfarrgemeinde Sankt Mariä Himmelfahrt, Altenberg                                                                                               |
|                     | Braun, Christian Peter                                                 | Die Abtretung eines Bezirks der Odenthaler Pfarre zur Errichtung einer eigenen Pfarrei zu Altenberg betreffend                                                       |
|                     | Bosch, Heinrich                                                        | Aus der Pfarrchronik Altenberg |
|                     | Hütten, Reiner                                                         | Kriegsjahre in Altenberg |
| 62 - Juni 2015      | Krüger-Wensierski, Peter                                               | 1815 - Das Rheinland wird preußische Provinz |
|                     | Orthen, Norbert                                                        | Preußen und Altenberg |
|                     | Kombüchen, Peter                                                       | Sibillenstiftung und Klosterpfarre in Altenberg |
|                     | Opladen, Peter                                                         | Altenberg am 26. Juli 1857 |
|                     | Hage, Gerhard                                                          | Der erste evangelische Gottesdienst im Altenberger Dom |
|                     | Orthen, Norbert                                                        | Die ehemaligen barocken Altenberger Standkreuze |
| 63 - November 2015  | Orthen, Norbert                                                        | Die Gründung des Zisterzienserordens und seine Entwicklung in der Erzdiözese Köln                                                                                    |
|                     | Friedrich, Arnd                                                        | Die Grundsteinlegung des Klosters Haina in Hessen im Juni 1215 |
| 69 - Juli 2017      | Breidenbach, Nicolaus J.                                               | Katholische Kirche in Burscheid - Zur Kirchengeschichte von St. Laurentius und Liebfrauen bis 1900.                                                                  |